# Саймири
Саймири, или Беличьи обезьяны (лат. Saimiri < из языка тупи (тупи sai-mirím или тупи çai-mbirín, где тупи sai значит 'обезьяна', а тупи mirím значит 'маленькая')) — род широконосых обезьян из семейства цепкохвостых.
Ареал — тропические леса от Коста-Рики на севере до Парагвая на юге. Обезьяны характеризуются длинным, но не хватательным хвостом (до 50 и более см), коротким волосяным покровом, собираются в группы до 100 и более особей.
Среди приматов у саймири самый высокий удельный вес массы мозга к общей массе тела (1/17), это примерно в два раза выше, чем у человека. При этом в мозгу саймири полностью отсутствуют извилины, что свидетельствует о его более простом, чем у других приматов, строении.
Из-за характерного окраса головы (светлые пятна вокруг глаз на тёмной морде) саймири иногда называются «мёртвая голова».
Питается растительной пищей и насекомыми, охотится и за маленькими птицами. Берёт пищу руками, иногда и ртом. Живут группами. Самка носит детенышей сначала на руках, затем на спине. Чтобы согреться, обматывают себе вокруг шеи хвост или обнимают друг друга, образуя иногда клубки из 10—12 особей. Очень чувствительны к перемене климата. Хорошо размножаются в неволе, обычны в зоопарках и иногда содержатся в качестве экзотических домашних питомцев.

## Виды
Названия приведены в соответствии с АИ
- Рыжеспинный саймири (Saimiri oerstedii)
- Беличий саймири (Saimiri sciureus)
- Голоухий саймири (Saimiri ustus)
- Боливийский саймири (Saimiri boliviensis)
- Чёрный саймири (Saimiri vanzolini)
- Saimiri cassiquiarensis
- Saimiri collinsi
- Saimiri macrodon

## Галерея

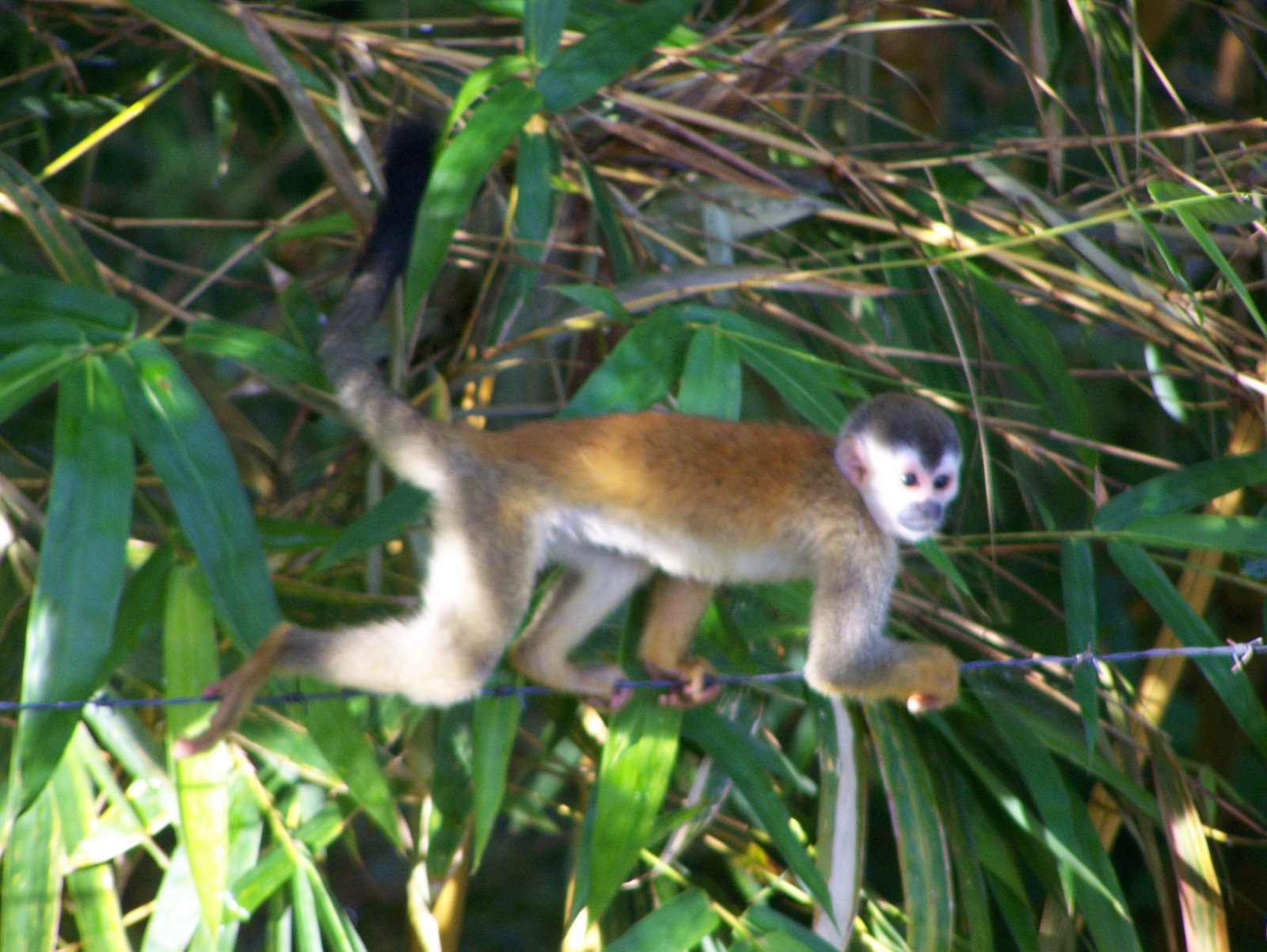
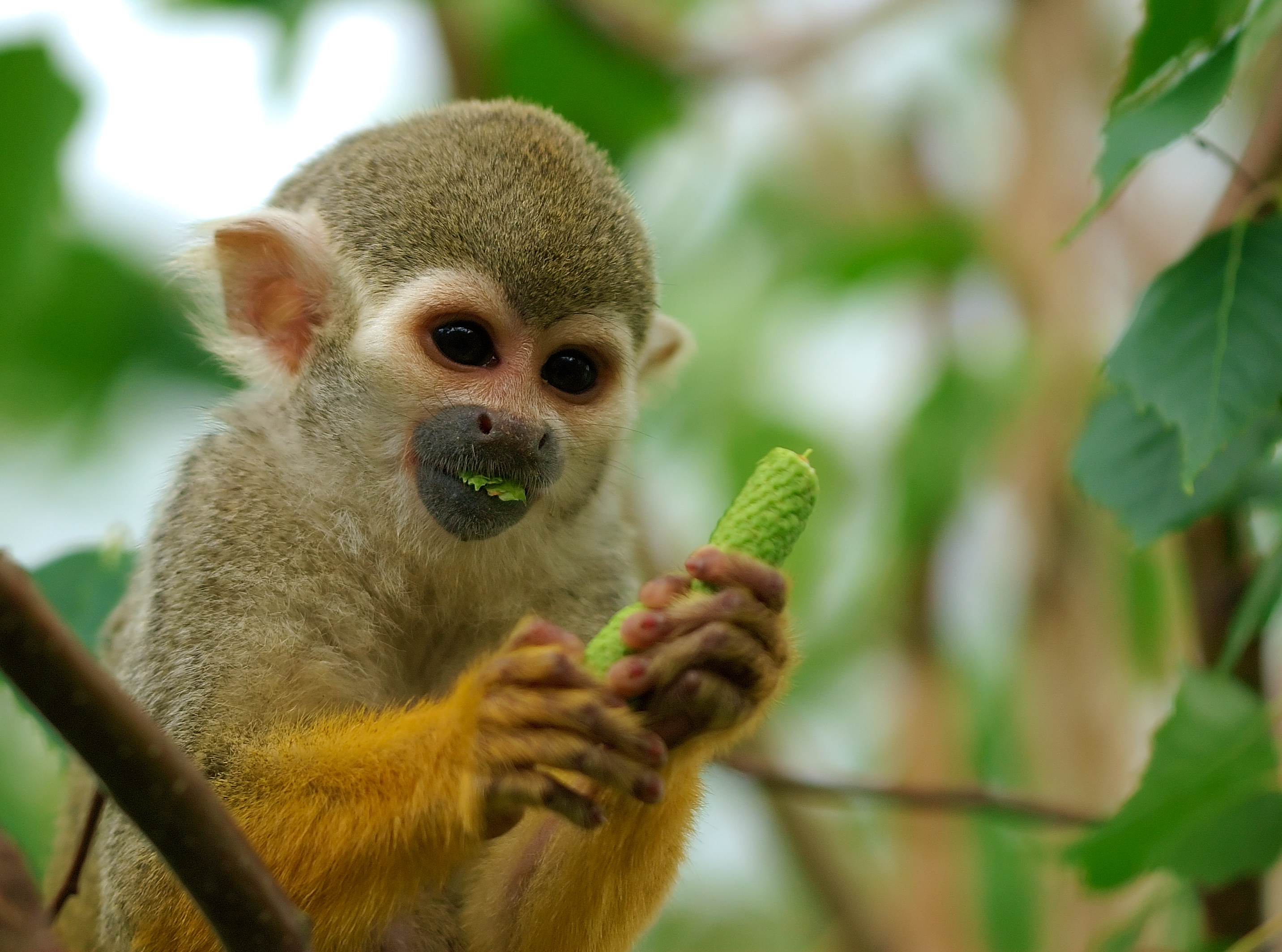
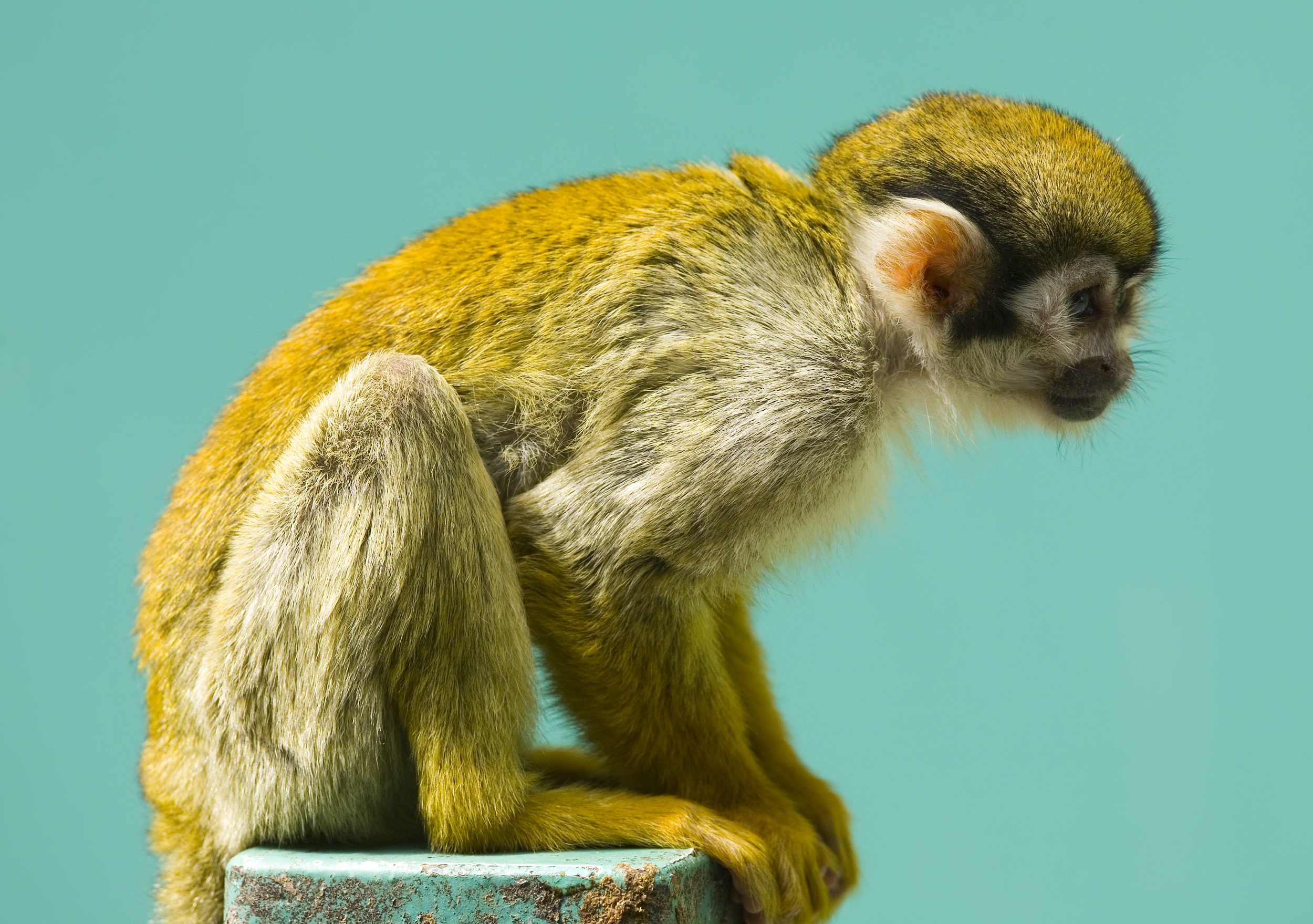
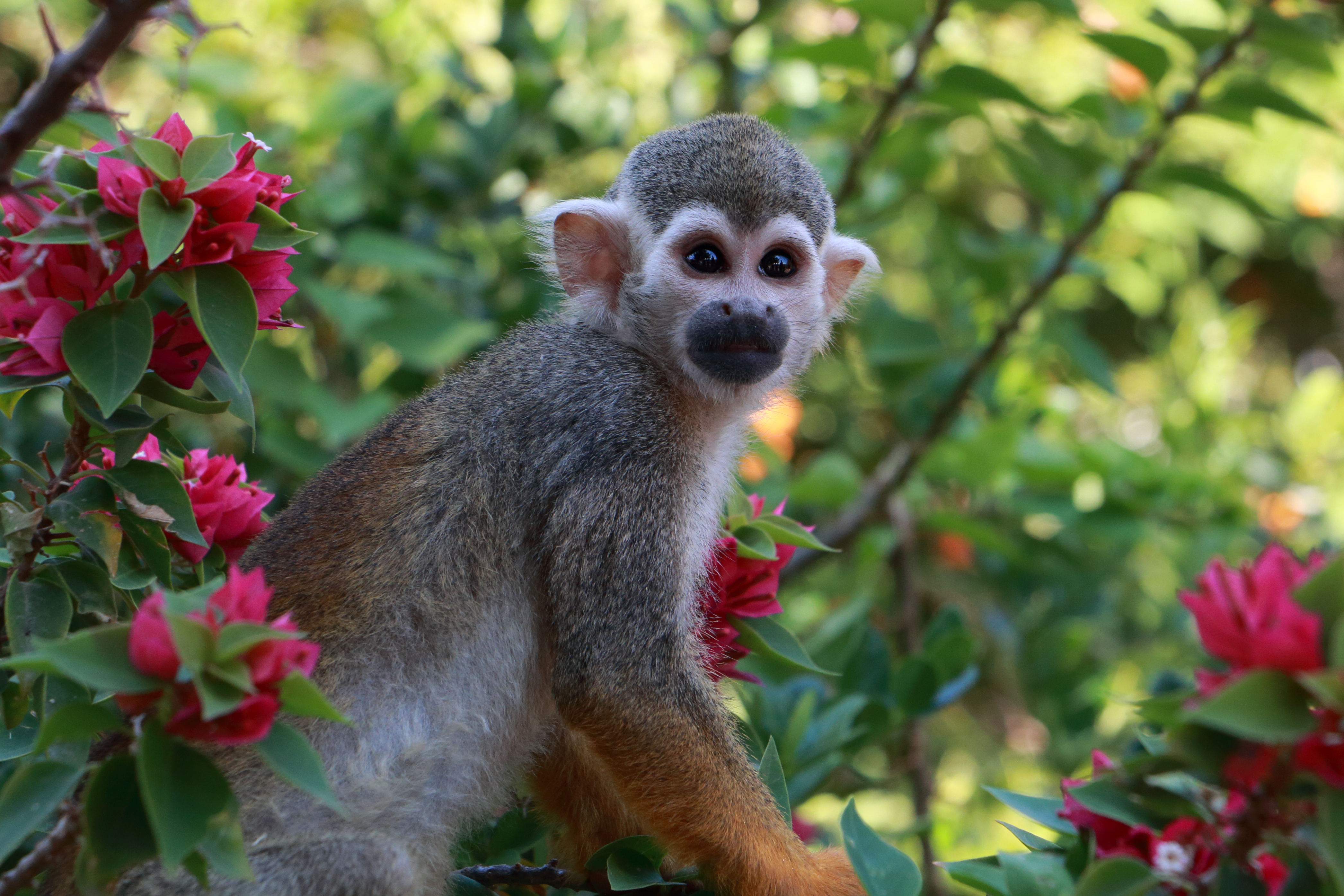
Израиль, питомник обезьян